# 平繁龍一
平繁龍一（1988年6月15日—），日本職業足球員，前日本20歲以下足球代表隊成員。現效力於日職球隊富山勝利。

## 俱乐部生涯
2007年，平繁龍一在廣島三箭开始足球生涯。2010年转会至德島漩渦，2011年转会至東京綠茵，2013年转会至群馬草津溫泉，2015年转会至熊本羅亞素，2017年转会至富山勝利。

## 日本國家足球隊
平繁龍一参加了2007年U-20世界盃。

## 外部連結
- （日語）J.League Data Site（页面存档备份，存于）